# Asalto de Yumbel
El Combate de Yumbel fue una batalla de la Patria Nueva chilena ocurrida en el marco de la llamada Guerra a Muerte, desarrollada el 9 de diciembre de 1819 contra la ciudad de Yumbel al atacar las tropas realistas al mando de Bocardo y de Ilizondo, esta plaza defendida por Quintana.
Mientras tenían lugar los encuentros en Pileu y Talcamávida, una gruesa división de más de 600 hombres (de los que 200 eran fusileros, 108 milicianos de caballería y 350 indios) pasaba el Biobío al mando de Bocardo, Elizondo, Zapata, Pedro López y otros caudillejos, y se dirigía a adueñarse de la codiciada posición de Yumbel, la llave estratégica de todas aquellas operaciones.
El capitán Manuel Quintana y Bravo guarnecía aquel punto. Quintana tenía a la sazón sólo 28 años.
Hasta la víspera del ataque que los realistas meditaban contra Yumbel, este pueblo estuvo fuertemente guarnecido por la división con que el comandante Díaz había venido a encerrar a aquellos por su retaguardia, cuando atrevidamente se adelantaron sobre Chillán en los primeros días de noviembre. Más, con motivo del asalto dado a Talcamávida el 6 de diciembre, había corrido aquel en su socorro con lo mejor de sus fuerzas, atravesando en una jornada las vías leguas que separan ambas plazas. Por fortuna, acababa de regresar de Tucapel el capitán Quintana, después de haber hecho un ejemplar castigo, dando muerte a 20 montoneros que allí se hacían fuertes, y pudo en consecuencia tomar oportunamente el mando de la plaza.
De aquel precipitado movimiento se aprovecharon, empero, los surrealistas para irse sobre Yumbel, considerándolo indefenso, porque sus espías les informaban que habían quedado allí únicamente 100 hombres al mando de Quintana, lo que era la verdad. La noche del 7 habían dormido en el vado de Curanilahue sobre el río Laja, y confirmados en la indefensión momentánea de aquella plaza por un paisano, a quienes después de interrogarlo degollaron, por pedirlo así los indios, emprendieron a marchas forzadas y llegaron a sus puertas en la mañana del 9.
Cualquiera otros que no hubieran sido los soldados de aquel tiempo habrían desamparado un punto en el que era más que temeridad el resistir uno contra cinco. Quintana tenía sólo 58 cazadores, 33 infantes y 20 artilleros con dos piezas de campaña, 111 hombres en total. El enemigo traía el quíntuple cabal, 658.
Sin esperanzas de poder salvar el pueblo ni defenderlo siquiera, se retiró Quintana con un puñado de valientes al cerro del Centinela, hoy de Quintana, cinco cuadras distantes del caserío de la villa que se halla situada en su falda septentrional; y allí aguardo de pie firme al enemigo. Venía este ufano e irresistible, mandado en jefe por el activo Bocardo que parecía estar en todas partes, y por Elizondo, Zapata, Pincheira, Briones de Maldonado, Gervasio Alarcón y los lenguaraces Pedro López, Francisco y Tiburcio Sánchez, a quienes encontraremos dondequiera que se presenten los indios encendidos de lujuria y ávidos de botín. Venía a la cabeza de estos Marihuan.
Tres veces acometieron los realistas a la altura en que se había parapetado Quintana y tres veces volvieron a bajar por la ladera. Los indios, cebados con el saqueo del pueblo donde cometieron indescriptibles estragos, incendiando enseguida, apenas consentían en acercarse a las terribles piezas, como llaman el cañón, única máquina de guerra que desde la pelea con Villagra (1554) se han acostumbrado a respetar. La infantería se batía, sin embargo, con denuedo sostenida por las guerrillas de a caballo, hasta que al fin hubo de ceder y retirarse cargada por la caballería patriota, dejando 30 de los suyos en el campo. Quintana tuvo muy pocas bajas, y entre los heridos menciona en su parte a un soldado de infantería llamado José Antonio Pacheco, a quien, habiéndosele prendido fuego la cartuchera y con ella toda la ropa, tomo la de un soldado muerto y "con la barriga llena de ampollas bajó en pelota", dice soldadescamente su jefe, a pelear con el enemigo. Se hicieron a la vez dignos de su fama posterior en aquel memorable encuentro, por el cual se concedió un ascenso general, el Sargento Montero, el cabo de cazadores Bonilla y el alférez del piquete de la infantería don Pedro Alarcón, a quien se viera en medio del fuego retar a su propio hermano don Gervasio, que andaba con el enemigo apostrofándolo de traidor y llamándole a regular combate. ¡Tanto era el encarnizamiento y el horror de aquella tierra dos veces fratricida! El teniente Bulnes sostuvo heroicamente la entrada de un desfiladero; y lo medía ya con su terrible lanza Mariluau cuando el tiro certero de uno de los suyos, desarmó al indio rompiéndole el brazo con que la empuñaba.
El enemigo se retiró en orden como siempre, pues le bastaba para ello ponerse fuera del tiro de cañón, no encontrando los patriotas jamás buenos caballos para perseguirlos. Intentaron en consecuencia dirigirse a Los Ángeles para ponerle asedio por quinta vez. Más ni el prestigio de Pedro López y de los Sánchez entre los Llanistas ni en el de Bocardo sobre los pehuenches, vasto a vencer el miedo que tenían de las piezas del viejo Alcázar, y el espanto que puso en sus supersticiosos pechos el ver que su jefe, el intrépido Marilúan, había perdido un brazo en la pelea. Y aquel por su parte, lejos de esperarlos esta vez como la primera excursión de Curalí, con el portón entreabierto, invitándolos a servirles a su mesa "un festín de pólvora y de balas", salió a brindárselas al campo, batiendo los en el sitio llamado el Avellano.